# Roberto Lago
Roberto Lago Soto (Vigo, Pontevedra, 30 de agosto de 1985) es un exfutbolista español. Jugaba de lateral izquierdo

## Trayectoria
Aunque actualmente juega en la posición de lateral izquierdo, en las categorías inferiores del Real Club Celta de Vigo alternó varias posiciones. Sus comienzos fueron como lateral izquierdo, pasando a jugar de mediocentro en sus primeros pasos en el filial y en sus entrenamientos con el primer equipo, y tras jugar algunos partidos de interior izquierdo finalmente volvió al lateral izquierdo.
El 19 de noviembre de 2006 se produjo su primera convocatoria con el primer equipo en el partido que enfrentaba a los vigueses contra sus mayores rivales, el Deportivo de la Coruña. El entonces entrenador, Fernando Vázquez, anunció su convocatoria a última hora para suplir a otro canterano, Iago Aspas, que había sido expulsado el día anterior en el encuentro del filial contra el A.D. Alcorcón. Roberto, sin embargo, no llegó a debutar en ese partido.
La temporada 2007/08, con el equipo ya en segunda división, Roberto Lago realizaba la pretemporada con el primer equipo por tercer año consecutivo. La mejoría del vigués, unido con el bajo estado de forma del nuevo fichaje para el lateral izquierdo, Petar Zanev, convencieron finalmente al entonces entrenador, Hristo Stoichkov, para que pasara a formar parte de la primera plantilla celeste. Así, el 26 de agosto de 2007, debutó como titular en el partido que enfrentaba al Celta contra el Córdoba, jugando como interior izquierdo y cuajando una gran actuación. El 1 de septiembre de 2007, Hristo Stoichkov sitúa a Roberto Lago en la posición de lateral izquierdo por primera vez en un partido profesional, y desde entonces no volvió a variar de posición.
La temporada siguiente, ya con Pepe Murcia de entrenador, Roberto deja de ser el referente en el lateral izquierdo para alternar su posición con Fabiano Lima, e incluso con Fernando Fajardo, cuya posición natural era la de lateral derecho. Sin embargo, con el paso de la temporada volvió a recuperar su puesto titular, y se estableció tras la llegada de un nuevo técnico al equipo celeste, Eusebio Sacristán.
La temporada 2009/10 el contrato de Roberto cumple su último año, y la llegada de más competencia para el lateral izquierdo, con jugadores como Pedro Botelho, dificultan su renovación por el club celeste. A pesar de un inicio de temporada muy irregular, con el paso de los partidos Roberto mejora mucho sus actuaciones, sobre todo en el aspecto defensivo, y consigue ganarse la confianza de Eusebio Sacristán que destina a Pedro Botelho al banquillo. Tras su especulación por un posible fichaje por el Sporting de Gijón la directiva se apresura a ofrecer un nuevo contrato a Roberto, vinculándole al club celeste hasta el año 2013.
Al finalizar el contrato y tras lograr la permanencia en Primera División, ficha por el Getafe Club de Fútbol por cuatro temporadas.
En julio de 2016, tras el descenso a segunda división del Getafe CF, Roberto se marcha a Chipre para jugar en las filas del Apoel Nicosia. El lateral ha firmado hasta 2018.

## Clubes
| Temporada | Club                           | División                   | Partidos | Goles |
| --------- | ------------------------------ | -------------------------- | -------- | ----- |
| 2003-2004 | Celta de Vigo B · España       | Segunda B                  | 3        | 0     |
| 2004-2005 | Celta de Vigo B · España       | Segunda B                  | 21       | 2     |
| 2005-2006 | Celta de Vigo B · España       | Segunda B                  | 32       | 2     |
| 2006-2007 | Celta de Vigo B · España       | Segunda B                  | 29       | 0     |
| 2007-2008 | Celta de Vigo · España         | Segunda                    | 34       | 1     |
| 2008-2009 | Celta de Vigo · España         | Segunda                    | 26       | 0     |
| 2009-2010 | Celta de Vigo · España         | Segunda                    | 37       | 1     |
| 2010-2011 | Celta de Vigo · España         | Segunda                    | 37       | 3     |
| 2011-2012 | Celta de Vigo · España         | Segunda                    | 38       | 1     |
| 2012-2013 | Celta de Vigo · España         | Primera                    | 37       | 1     |
| 2013-2014 | Getafe Club de Fútbol · España | Primera                    | 22       | 0     |
| 2014-2015 | Getafe Club de Fútbol · España | Primera                    | 19       | 0     |
| 2015-2016 | Getafe Club de Fútbol · España | Primera                    | 17       | 0     |
| 2016-2018 | APOEL Nicosia FC Chipre        | Primera División de Chipre | 17       | 0     |

| Equipo                | Partidos totales | Goles enc. totales | Temporadas |
| --------------------- | ---------------- | ------------------ | ---------- |
| Celta de Vigo B       | 85               | 4                  | 2003-2007  |
| Celta de Vigo         | 209              | 8                  | 2006-2013  |
| Getafe Club de Fútbol | 58               | 0                  | 2013-2016  |
| APOEL Nicosia FC      |                  |                    | 2016-2018  |

### Campeonatos nacionales
| Título                     | Club          | País   | Año  |
| -------------------------- | ------------- | ------ | ---- |
| Primera División de Chipre | Apoel Nicosia | Chipre | 2017 |